# Anmoore
Anmoore es un pueblo ubicado en el condado de Harrison en el estado estadounidense de Virginia Occidental. En el Censo de 2010 tenía una población de 770 habitantes y una densidad poblacional de 281,27 personas por km².

## Geografía
Anmoore se encuentra ubicado en las coordenadas 39°15′23″N 80°17′38″O / 39.25639, -80.29389. Según la Oficina del Censo de los Estados Unidos, Anmoore tiene una superficie total de 2.74 km², de la cual 2.74 km² corresponden a tierra firme y (0%) 0 km² es agua.

## Demografía
Según el censo de 2010, había 770 personas residiendo en Anmoore. La densidad de población era de 281,27 hab./km². De los 770 habitantes, Anmoore estaba compuesto por el 97.01% blancos, el 1.3% eran afroamericanos, el 0.39% eran amerindios, el 0.39% eran asiáticos, el 0% eran isleños del Pacífico, el 0% eran de otras razas y el 0.91% pertenecían a dos o más razas. Del total de la población el 1.69% eran hispanos o latinos de cualquier raza.